# Walter von Brockdorff-Ahlefeldt

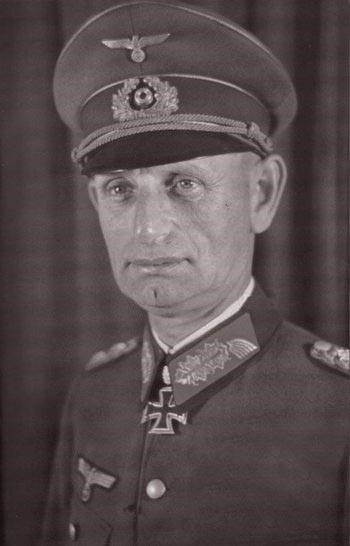
Walter von Brockdorff-Ahlefeldt

Walter Kurt Thilo Graf von Brockdorff-Ahlefeldt (* 13. Juli 1887 in Perleberg; † 9. Mai 1943 in Berlin) war ein deutscher Offizier, zuletzt General der Infanterie.

## Leben

### Herkunft
Walter war der Sohn des preußischen Rittmeisters Ernst Graf von Brockdorff-Ahlefeldt (1854–1931) und dessen Ehefrau Elisabeth, geborene von Jagow (1861–1953).

### Militärkarriere
1907 trat Brockdorff-Ahlefeldt als Fahnenjunker in das Brandenburgische Jäger-Bataillon Nr. 3 der Preußischen Armee in Lübben ein. Als Leutnant (Patent vom 17. September 1906) war er zunächst Adjutant im Reserve-Jäger-Bataillons Nr. 3, mit dem er am Ersten Weltkrieg teilnahm. Er wurde am 18. November 1914 zum Oberleutnant befördert. Am 18. April 1916 erfolgte seine Beförderung zum Hauptmann. Er wurde als Kompanieführer bei der Schlacht um Verdun 1916 schwer verwundet. Als er 1917 wieder einsatzfähig war, erfolgte seine Abkommandierung zur Generalstabsausbildung. Nach seiner Generalstabsausbildung wurde er bis zum Ende des Ersten Weltkriegs im Stab des Generalkommandos des IV. Armee-Korps eingesetzt. Für sein Wirken erhielt Brockdorff-Ahlefeldt beide Klassen des Eisernen Kreuzes
Im Jahr 1919 kämpfte er im Freikorps „Dohna“. Er wurde wie nur 3.000 andere Offiziere in die Reichswehr übernommen und als Kompaniechef im Reichswehr-Infanterie-Regiment 30 eingesetzt. Bei der endgültigen Bildung des 100.000-Mann-Heeres wurde er Kompaniechef im 8. (Preußisches) Infanterie-Regiment. Vom 1. Oktober 1924 bis zum 28. Februar 1930 war er im Stab der 2. Division eingesetzt. Seine Beförderung zum Major erfolgte am 1. April 1927. Ab dem 1. März 1930 war er im Stab des Infanterieführers II in Stettin eingesetzt. Am 1. Oktober 1931 wurde er zum 9. (Preußisches) Infanterie-Regiment in Potsdam versetzt und gleichzeitig zum Oberstleutnant befördert. Seine Ernennung zum Kommandeur des I. Bataillons erfolgte am 1. Februar 1932. Ab 1. März 1934 war er Kommandeur des 8. (Preußisches) Infanterie-Regiment. Am 1. April 1934 kam es zur Beförderung zum Oberst. Ab 1. Oktober 1934 war er Kommandeur des Infanterie-Regiments Frankfurt. Dieses Regiment wurde am 15. Oktober 1935 zum Infanterie-Regiment 8 umbenannt. Am 1. April 1937 wurde er zum Generalmajor ernannt und übernahm am 1. März 1938 als Kommandeur die 23. Infanterie-Division. Am 1. März 1939 folgte die Beförderung zum Generalleutnant.
Mit der Division nahm er zu Beginn des Zweiten Weltkriegs am Überfall auf Polen teil. Am 1. Juni 1940 erfolgte die Ernennung zum Kommandierenden General des XXVIII. Armeekorps, welches beim Westfeldzug in Frankreich eingesetzt wurde. Am 21. Juni 1940 wurde er Kommandierender General des II. Armeekorps. Seine Beförderung zum General der Infanterie erfolgte am 1. August 1940. Mit seinem Korps war er Teil der Heeresgruppe Nord beim Überfall auf die Sowjetunion am 22. Juni 1941. Für den Sieg seines II. Armeekorps bei den Kämpfen um Kowno bekam er am 15. Juli 1941 das Ritterkreuz des Eisernen Kreuzes verliehen. In Folge einer Gegenoffensive der Roten Armee war das II. Armeekorps vom 18. Januar bis zum 21. April 1942 bei Demjansk eingeschlossen. Für seinen Einsatz in dieser Schlacht wurde Brockdorff-Ahlefeldt am 27. Juni 1942 das Eichenlaub zum Ritterkreuz des Eisernen Kreuzes (103. Verleihung) verliehen.
Krankheitsbedingt wurde er im Januar 1943 in die Führerreserve des OKH versetzt, starb aber bereits am 9. Mai 1943 im Reserve-Lazarett 123 in Berlin-Zehlendorf. Er wurde mit einem Staatsakt im Berliner Zeughaus geehrt; dieser wurde auch in der Wochenschau vom 19. Mai 1943 ausführlich thematisiert.

### Familie
Walter heiratete am 21. Juli 1923 in Penkun Marie Auguste von der Osten (1891–1962), Tochter des preußischen Kammerherrn Friedrich Wilhelm von der Osten, Mitglied des Preußischen Herrenhauses, und dessen Ehefrau Auguste, geborene Gräfin von Eickstedt-Peterswaldt. Das Paar hatte folgende Kinder:
- Cay Lorenz (1924–2007), Journalist und langjähriges Mitglied der Tageszeitung Die Welt[4]
- Hans Henning (* 1926)
- Irene (* 1933)